# Suore del Sacro Cuore di Gesù (Ragusa)
Le Suore del Sacro Cuore di Gesù sono un istituto religioso femminile di diritto pontificio. I membri di questa congregazione pospongono al loro nome la sigla I.S.C.

## Storia
Le origini della congregazione risalgono al 1877, quando la nobildonna Maria Schininà (1844-1910), insieme a cinque compagne, iniziò a dedicarsi a varie opere di misericordia in favore dei poveri di Ragusa. Inizialmente i membri di questo sodalizio cattolico non conducevano vita comune.
Il 9 maggio 1889, Mons. Benedetto La Vecchia, arcivescovo di Siracusa, eresse la fraternita in congregazione di diritto diocesano: il nome originale dell'istituto fu quello di "Adoratrici del Sacro Cuore di Gesù Sacramentato" (assunse l'attuale titolo nel 1909).
L'istituto ricevette il pontificio decreto di lode il 27 novembre 1936: le sue costituzioni sono state approvate dalla Santa Sede l'11 marzo 1946. Il 9 febbraio 1955 la congregazione è stata aggregata all'Ordine dei Frati Minori Conventuali.
Papa Giovanni Paolo II nel 1990 ne ha beatificato la fondatrice.

## Attività e diffusione
Le Suore del Sacro Cuore si dedicano all'educazione dell'infanzia e della gioventù, alla cura agli infermi negli ospedali, all'assistenza agli orfani, agli anziani e alle ragazze madri, alle attività pastorali (insegnamento del catechismo, ministero straordinario dell'eucaristia). La spiritualità dell'istituto è riparatrice.
Sono presenti in Europa (Francia, Italia, Polonia, Romania), in Africa (Madagascar, Nigeria), in America (Canada, Panama, Stati Uniti d'America) e in Asia (Filippine, India); la sede generalizia è a La Storta (Roma).
Al 31 dicembre 2005 l'istituto contava 533 religiose in 59 case.